# Southern Trails
Southern Trails – трубопровід, через який до Каліфорнії подається природний газ із басейнів Скелястих гір. 
Трубопровід спорудили в 1957 році для транспортування продукції нафтових родовищ басейну Парадокс (суміжний район Юти та Колорадо). В 1970-х напрямок руху в ньому змінили на протилежний, що мало на меті поставки нафти з Аляски до нафтопереробних заводів Техасу. Проте спорудження у 1982 році Транспанамського нафтопроводу, а потім падіння видобутку на Алясці призвело до критичного зниження обсягів транспортування. Через це у 1998 році систему продали компанії Questar, яка перетворила її на газопровід під назвою Southern Trails та знову змінила напрямок руху на західний. 
Тепер трубопровід транспортував газ із хабу Бланко на півночі Нью-Мексико (басейн Сан-Хуан, дещо південніше згаданого вище басейну Парадокс). Звідси до Каліфорнії вже існували дві потужні системи El Paso Natural Gas та Transwestern pipeline, проте розвиток місцевого газовидобутку та з’єднання хабу Бланко з більш північними родовищами Скелястих гір через трубопровід TransColorado сприяли нарощуванню потужності каліфорнійського напрямку. Для подачі ресурсу у колишній нафтопровід збудували нову ділянку довжиною 42 милі та діаметром 500 мм. Крім того по трасі  обладнали чотири компресорні станції. 
Газопровід Southern Trails, що мав довжину 490 миль від хабу Бланко до Needles на стику Аризони, Невади та Каліфорнії, почав роботу в 2002 році. При доволі невеликому діаметрі у 300/400 мм він міг транспортувати менш ніж 1 млрд.м3 на рік. Існували також плани розпочати перекачування газу по західній ділянці колишнього нафтопроводу від  Needles до Long Beach на узбережжі, із збільшенням потужності до 1,2 млрд.м3 на рік. Втім, через відсутність достатнього попиту вони не реалізувались.
В середині 2010-х знову почали розглядати можливість переведення трубопроводу на перекачування нафти, на цей раз із басейну Сан-Хуан до узбережжя Каліфорнії.